# Eternal Gray
Eternal Gray ist eine Technical-Death-Metal-Band aus Tel Aviv, Israel, die im Jahr 2001 gegründet wurde.

## Geschichte

### Gründung undKindless(2001–2003)
Die Band wurde im Jahr 2001, von Eyal Glottman (E-Gitarre, Gesang), Dory Bar-Or (E-Gitarre, E-Bass, Keyboard) und Eran Asias (Schlagzeug, Perkussion) und beschreibt sich selbst als „Dark-Death-Metal-Band“.
Im Jahr 2002 flog die Band nach Schweden, um ihr Debütalbum aufzunehmen. Das Album wurde im Abyss Studio mit Produzent Tommy Tägtgren aufgenommen. Als Gastsänger waren Peter Tägtgren (Hypocrisy, Bloodbath) und Marcel Schirmer (Destruction) zu hören.
Das Album namens Kindless wurde über Raven Music und Listenable Records im August 2002 veröffentlicht. Der Veröffentlichung des Albums folgten einige Auftritte in Israel. Zudem spielten sie auch als Eröffnungsband für Bands wie Destruction, Megadeth, Dismember, Behemoth und Rotting Christ. Im Jahr 2003 trat Bassist Gil Ben-Ya'akov (Breorn) der Band bei, um Dory Bar-Or zu unterstützen, damit dieser sich nur noch dem Spielen des Keyboards und der E-Gitarre widmen brauchte.

### Besetzungswechsel,Deeds of Hate,Numbund Pause (2004–2007)
Im Jahr 2004 betrat die Band wieder das Studio, um die arbeiten an ihrem nächsten Album Your Gods, My Enemies zu beginnen. Kurz danach verließ jedoch Sänger, Gitarrist und Gründungsmitglied Eyal Glottman die Band und nahm sämtliches, bisher geschriebenes Material mit sich. Not long after, Kurze Zeit später verließ auch Schlagzeuger Eran Asias die Band und wurde durch Roy Chen (Breorn) ersetzt, um die Aufnahmen fertigzustellen. 
Im Jahr 2005 wurden die Aufnahmen zur EP Deeds of Hate fertiggestellt. Es war geplant, diese in einer limitierten Auflage von 1000 Stück zu veröffentlichen, jedoch entschied sich die Band im letzten Moment gegen die Veröffentlichung. Gegen Ende des Jahres 2005 änderte sich die Aufstellung der Band erneut. Sänger Oren Balbus (Matricide) Gitarrist Auria Sapir und Schlagzeuger Dror Goldstein (Abed) traten der Band bei. Mit dieser Aufstellung nahm die Band eine Coverversion des Liedes Blinded by Fear (im Original von At the Gates) für ein At-the-Gates-Tributealbum auf. Nach einigen weiteren Änderungen in der Aufstellung nahmen sie die EP Numb auf, die bisher ebenfalls unveröffentlicht geblieben ist. Später wurde bekannt gegeben, dass Deeds of Hate und Numb dieselben Liedsr enthielt, die Band jedoch mit der Aufnahmequalität der ersten EP nicht zufrieden war.
Die Band spielte im Jahr 2006 ihren bisher letzten Auftritt, um danach in eine Pause zu gehen. Gitarrist und Gründungsmitglied Dory Bar-Or zog nach Deutschland, um sich auf seine weitere musikalische Karriere zu konzentrieren. Währenddessen schrieb er neues Material und kehrte immer wieder nach Israel zurück, um sein erarbeitetes Material mit den anderen Mitgliedern zu proben. Ende 2007 war dieser Prozess abgeschlossen und die Band entschied sich mit den Aufnahmen für das neue Material zu beginnen.

### Your Gods, My Enemies(seit 2007)
Im März 2007 flog die Band nach Schweden um ihr zweites Album Your Gods, My Enemies aufzunehmen. Die Aufnahmen fanden mit Produzent Pelle Seather im Studio Underground statt.
Im Mai 2009 wurde das Album von Göran Finnberg gemastert, der schon vorher mit Bands wie Opeth oder Soilwork zusammengearbeitet hatte. Die Band gab dann bekannt, dass es einige Auftritte zur Veröffentlichung es Albums geben würde und, dass der offizielle Titel des Albums Your Gods, My Enemies sein würde.
Am 7. Januar 2010 hatte die Band wieder ihren ersten Auftritt seit 3 Jahren. Die Band spielte auch einige Lieder von dem neuen, zu dieser Zeit noch unveröffentlichten Album.
Am 31. Dezember 2010 wurde das Album Your Gods, My Enemies als limitierte Version auf einem USB-Stick veröffentlicht. Darauf waren die neun neuen Lieder des Albums, sowie Bonusmaterial wie Demos, Liedtexte und Fotogalerien enthalten. Die Band verkündete auch eine Veröffentlichung des Albums auf CD weltweit im Jahr 2011. Der Veröffentlichung soll eine Tour durch Europa folgen.
Am 17. Mai 2011 wurde verkündet, dass die Band einen Vertrag bei dem französischen Extreme-Metal-Label Season of Mist unterschrieben hätte, um das Album Your Gods, My Enemies bei dem Label im Herbst 2011 zu veröffentlichen.
Am 20. Juli 2011 verkündete Season of Mist, dass das Album am 14. Oktober 2011 in Europa und am 18. Oktober in Nordamerika auf CD veröffentlicht werden würde.
Am 26. August 2011 trat die Band zusammen mit anderen israelischen Gruppen wie Phantom Pain und Spawn of Evil auf, um die Band Vader bei ihrem einzigen Auftritt in Israel zu unterstützen.

## Stil
Besonders charakteristisch ist die technisch anspruchsvolle Spielweise der Band. Die Stücke variieren in ihrer Geschwindigkeit vom mittleren bis schnellen Tempo, wobei besonders charakteristisch der Einsatz von Blastbeats ist. Eternal Gray wird mit der Band Decapitated verglichen.

## Diskografie
- 2002: Kindless (Raven Music, Listenable Records)
- 2010: Your Gods, My Enemies (Eigenveröffentlichung)